# Улица Свободы (Ярославль)
У́лица Свобо́ды (бывшая Власьевская улица, Большая Угличская улица) — улица в центральной части города Ярославля. Лежит между площадью Волкова и Привокзальной площадью. Улица Свободы — одна из главных артерий города, связывающая исторический центр с вокзалом Ярославль-Главный. Нумерация домов ведётся от площади Волкова.

## История
До регулярной планировки города близкими по расположению с современной улицей были: Власьевская улица, проходившая от Власьевской башни до моста через Ершов ручей (напротив современного Любимского сквера), и Кондаковская улица, проходившая от моста через Ершов ручей до места современной площади Труда. Первая получила своё название по Власьевской церкви, вторая — по расположению в Кондаковской слободе.

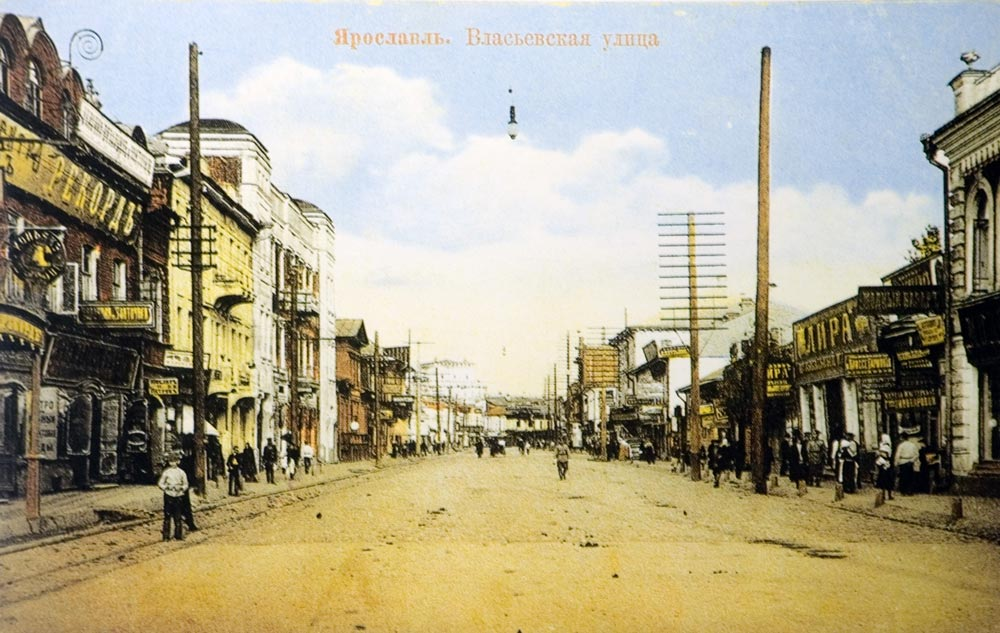
Власьевская улица в начале XX века

В ходе перестройки города по регулярному плану 1778 года была проложена широкая прямая улица от Власьевской башни мимо Сретенской церкви до городского вала. Она получила название Большая Угличская, в связи с тем, что от неё в то время начиналась дорога на Углич, однако уже в 1-й половине XIX века в сторону Углича была построена новая дорога, начинавшаяся от Малой Угличской улицы. В обиходе ярославцы называли улицу Власьевской. В средней части улицы была сформирована обширная торговая площадь, получившая название Конная (позже закрепилось название Сенная).
В 1918 году советские власти переименовали Власьевскую улицу в улицу Свободы. В 1957 году к улице была присоединена Новая улица, располагавшаяся между Полиграфической улицей и Привокзальной площадью.

## Здания и сооружения
- № 1 — Торговый центр «Европа», построенный в 1998 году на месте бывшей гостиницы «Европа».
- № 2 — Бизнес-центр «Ярославль» (в советское время — гостиница «Ярославль»), построенный в 1930-х годах на месте древних церквей Власьевского прихода
- № 3 — Бывший постоялый двор Соболевых-Красавиных[2]
- № 5 — Бывший жилой дом с лавками Шохина—Маркера, построенный в 1790-х годах, в начале XX века достроен третий этаж[3]
- № 8 — «Власьевская аптека» — одна из старейших городских аптек; бывший дом Соленниковых-Зызыкиных[4]
- № 9 — Бывший кинотеатр «Волшебные грёзы» Либкена 1907 год. В 1933—1967 годах в здании располагался аэроклуб.

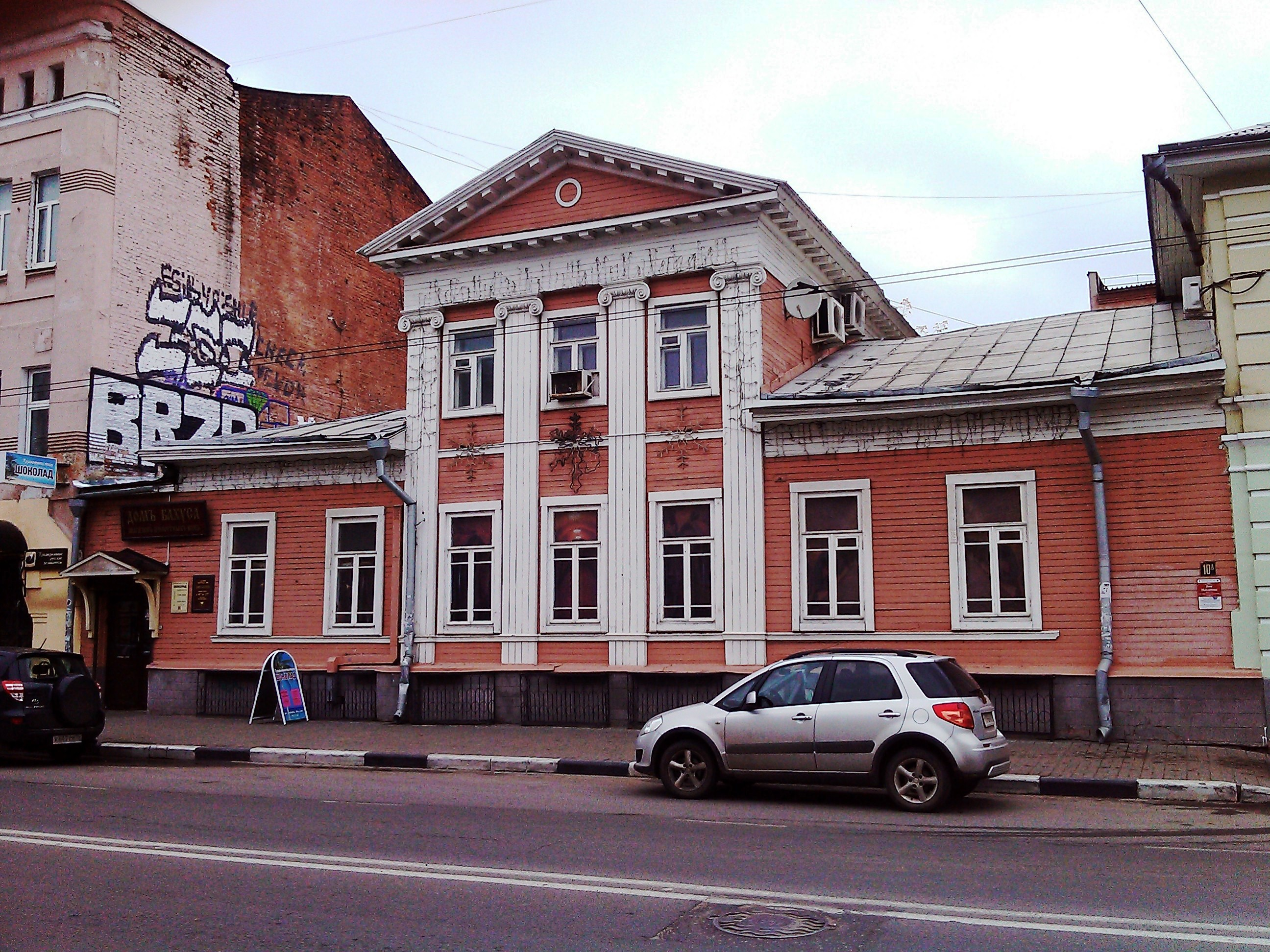
Бывший дом Никитина (№ 10а)

- № 10а — Бывший дом Никитина — деревянный дом с мезонином в стиле классицизма. Возведен в середине XIX века. Автор и строитель неизвестны. В конце XIX века принадлежал В. Т. Трифонову, с 1910 году зубному врачу — Н. С. Никитину. В 1899 году в подвале размещалась золотых дел мастерская, с 1911 года — часовая и музыкальная мастерские. В 1918 году домовладение изъято у Никитиных[5].
- № 11 — Офисное здание, построенное в 2010-х на месте бывшего доходного дома Понизовкина с сохранением исторического облика.
- № 12 — Бывший дом Мазаева, возведённый в 1906 году в стиле модерн. Автор — гражданский архитектор Саренко, который сам некоторое время проживал в этом доме. Последний дореволюционный владелец — А. Ф. Мазаев[6].
- № 13 — Бывший дом Мосягина, построенный в 1875 году в духе ренессанса[7]
- № 13а — Бывший доходный дом усадьбы Мосягиных[8]

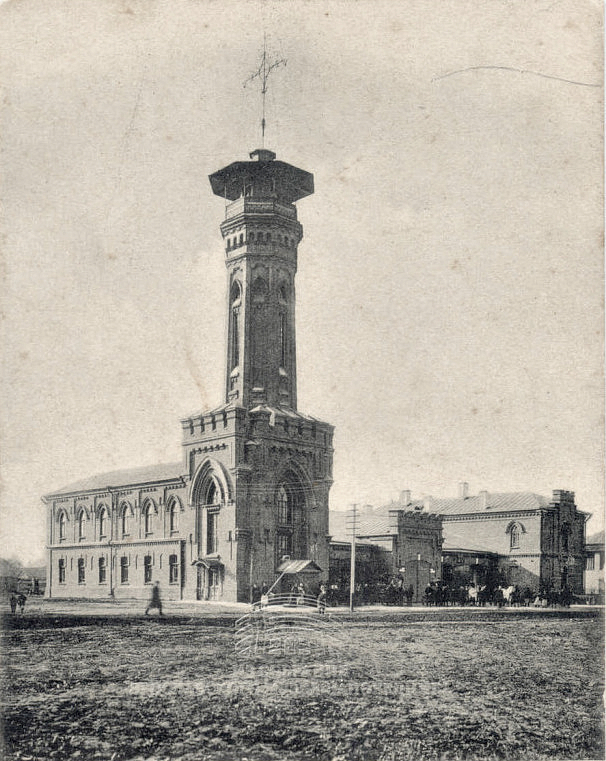
Депо вольно-пожарной дружины (№ 71)

- № 14 — Бывший дом Гидона, возведённый в 1843 году. Первоначально был двухэтажным. В начале XX века здание капитально перестроено и получило оформление в стиле модерн. В 1909 году дом принадлежал купцу Ф. Э. Тэпену, в 1911 году — статскому советнику С. П. Попову. Последний дореволюционный владелец дома — М. О. Гидон[9]
- № 15 — Выставочный зал имени Н. А. Нужина
- № 16 — Бывший доходный дом Мазаева конец XIX века.
- № 17а, 17б, 17г, 17е — Бывшая усадьба Цвелевых. Конец XIX — начало XX века[10]
- № 21 — Бывший доходный дом с трактиром Праутиных — Виноградова — Работновых
- № 23 — Ярославский государственный театр юного зрителя
- № 28 — Бывший кинотеатр «Горн», построенный в 1911 году[11]
- № 32б — Здание бывшей фабрики Колосова[12]
- № 34 — Офисное здание. Бывшие Оловяшниковские бани 1897 год.
- № 34в — бывшее здание шёлковой фабрики 1896 год. Снесено в 2021 году.
- № 41 — Бывшая богадельня Пастуховых 1851 год.
- № 42 — Бывшее здание управления ярославского трамвая и квартира управляющего 1900 год.
- № 43 — Бывший доходный дом Смирновых начало XX века.
- № 44 — Сретенская церковь
- № 44а — Вознесенская церковь
- № 46 — Бывшая шёлковая фабрика Гурьева 1750 год. С конца XIX века Вознесенские казармы. Здание перестроено в 1952 году.
- № 46а — Культурно-спортивный комплекс «Вознесенский»
- № 55 — Гостиница «Golden Ring Hotel»
- № 59 — Ресторан быстрого питания «Вкусно — и точка»
- № 63 — Универмаг «Ярославль»
- № 69 — Ярославский государственный цирк
- № 71 — Бывшее депо вольной пожарной дружины с каланчой построено в 1907 году в неоготическом стиле, перестроено в жилой дом в 1971 году.
- № 73 — Библиотека-читальня им. Некрасова Н. А., построенная в 1914 году[13]; в 1990-е годы здание снесено, но вскоре воссоздано в прежних формах.
- № 77 — средняя школа № 49
- № 87а — Академия труда и социальных отношений
- № 97 — Ярославский полиграфический комбинат

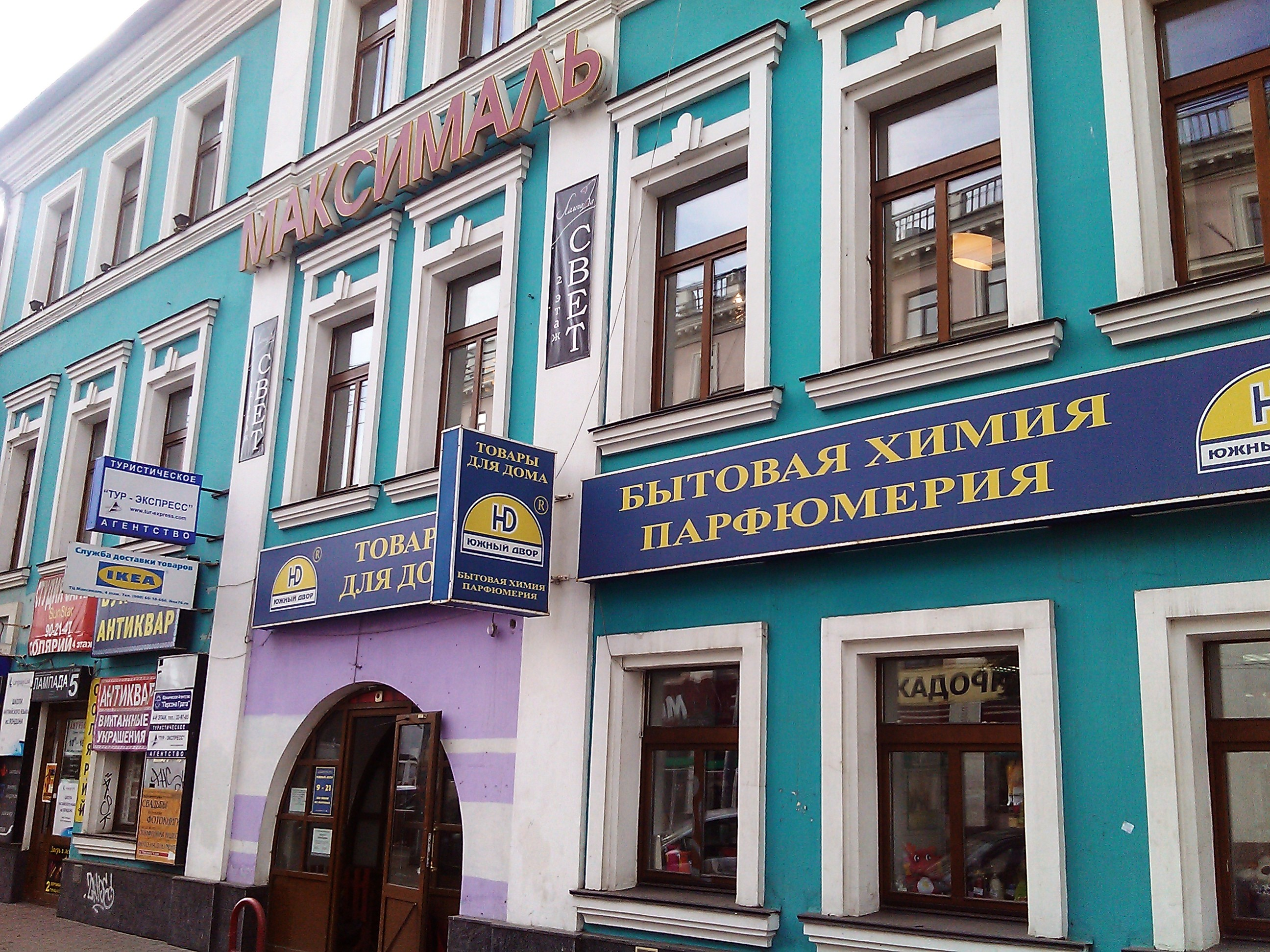
Бывший жилой дом с лавками Шохина-Маркера (№ 5)
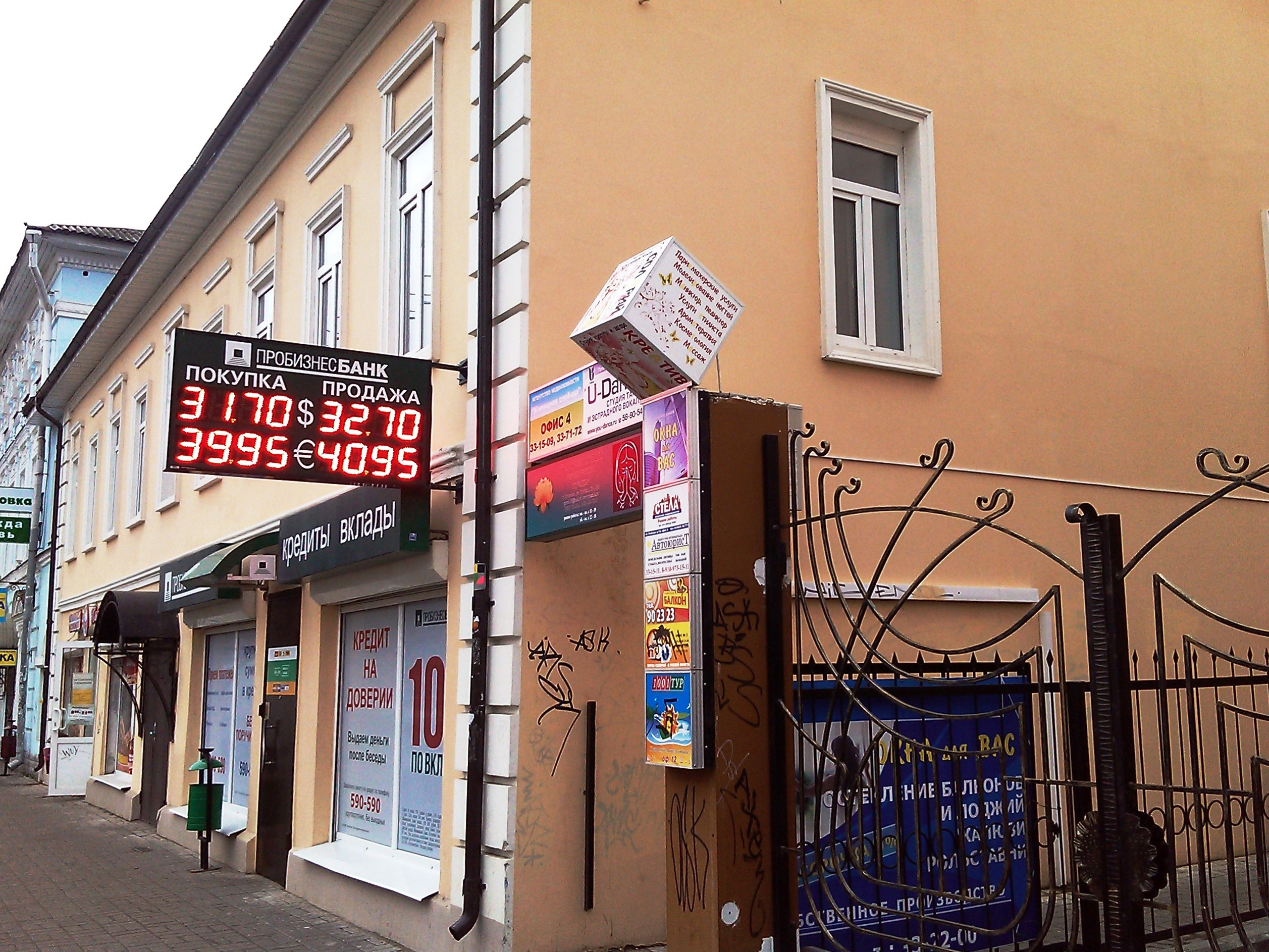
Бывший доходный дом усадьбы Мосягиных (№ 13)
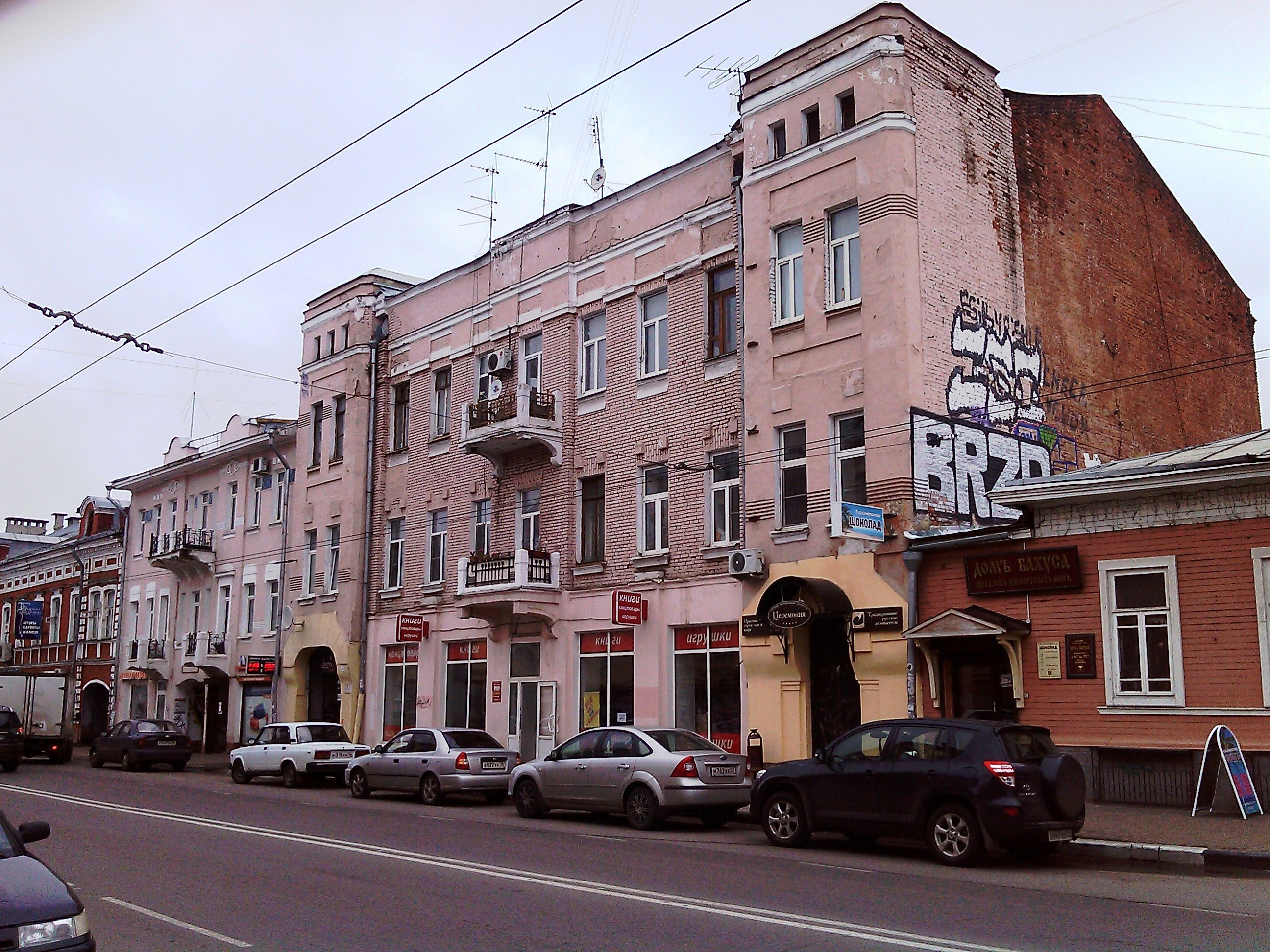
Слева бывший дом Гидона (№ 14), справа — Мазаева (№ 12)
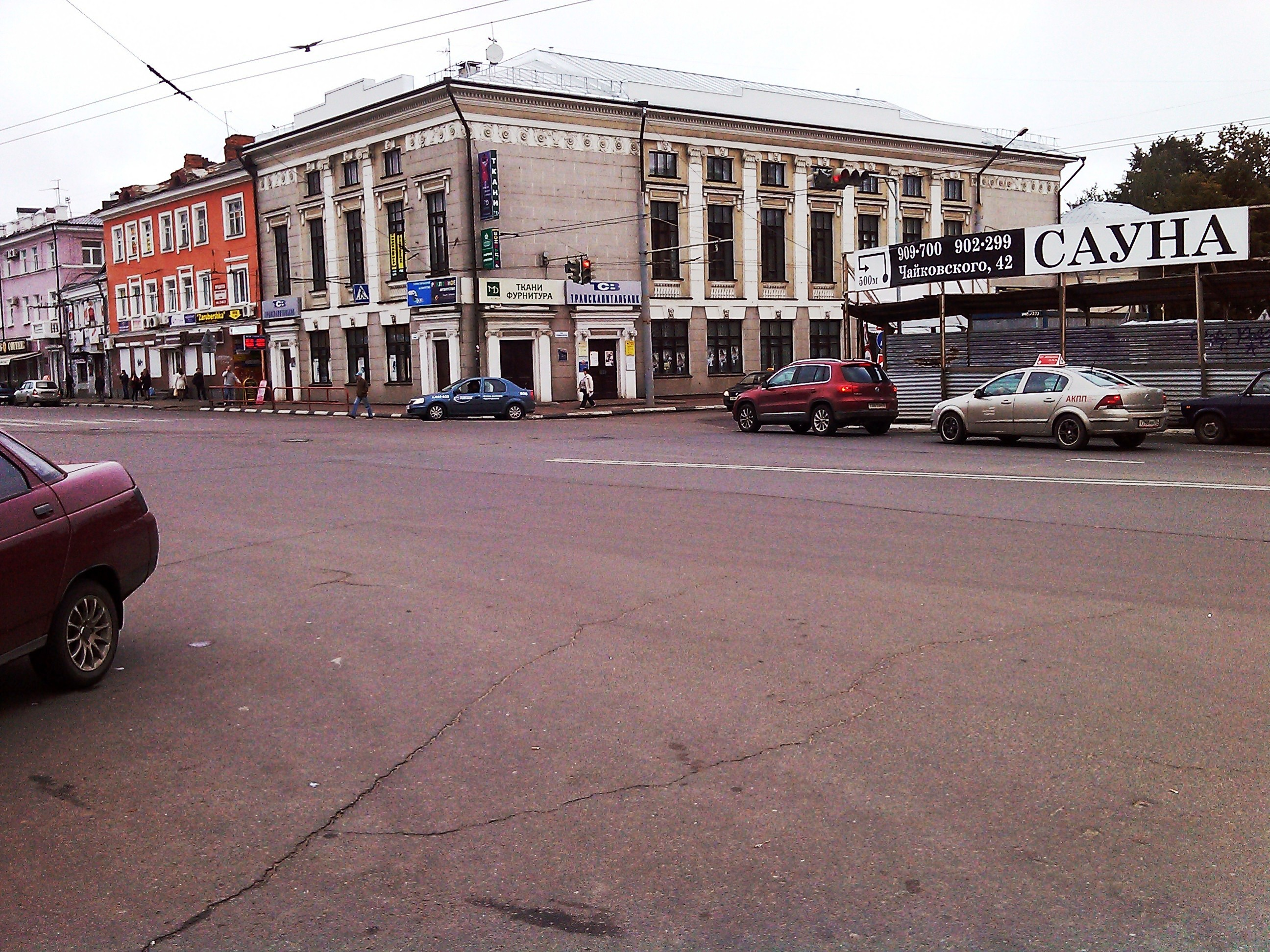
Угловое здание — бывший кинотеатр «Горн» (№ 28)
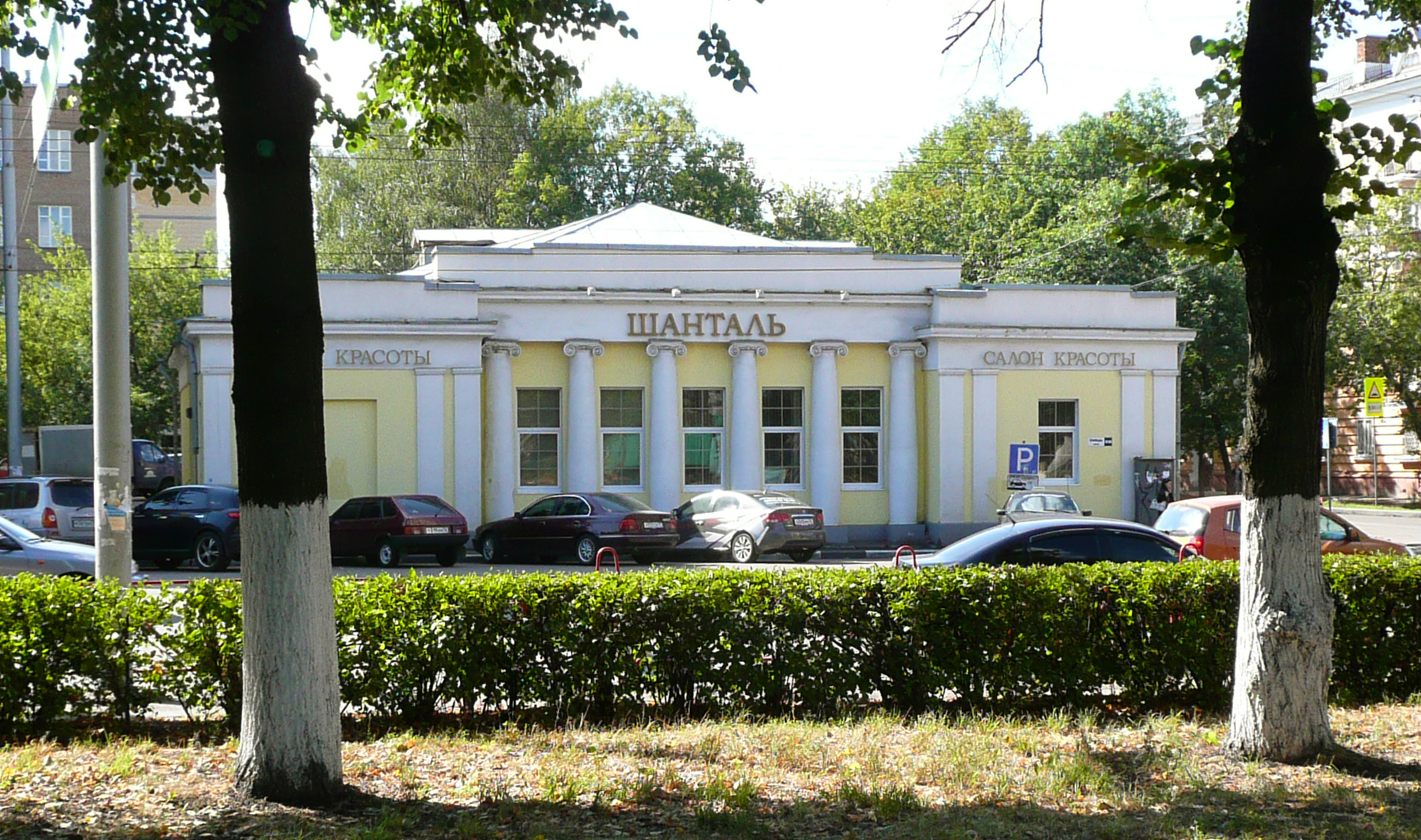
Бывшее здание библиотеки-читальни (№ 73)